# Guðjón Valur Sigurðsson
Guðjón Valur Sigurðsson (Reykjavík, 8 de agosto de 1979) é um handebolista profissional islandês, medalhista olímpico.